# Barbourmeade
Barbourmeade és una població dels Estats Units a l'estat de Kentucky. Segons el cens del 2000 tenia 1.260 habitants.

## Demografia
Segons el cens del 2000, Barbourmeade tenia 1.260 habitants, 506 habitatges, i 400 famílies. La densitat de població era de 1.131,4 habitants/km².
Dels 506 habitatges en un 30,4% hi vivien nens de menys de 18 anys, en un 72,7% hi vivien parelles casades, en un 5,1% dones solteres, i en un 20,8% no eren unitats familiars. En el 18,8% dels habitatges hi vivien persones soles el 9,3% de les quals corresponia a persones de 65 anys o més que vivien soles. El nombre mitjà de persones vivint en cada habitatge era de 2,49 i el nombre mitjà de persones que vivien en cada família era de 2,84.
Per edats la població es repartia de la següent manera: un 22,8% tenia menys de 18 anys, un 3,3% entre 18 i 24, un 19,8% entre 25 i 44, un 33,7% de 45 a 60 i un 20,4% 65 anys o més.
L'edat mediana era de 48 anys. Per cada 100 dones de 18 o més anys hi havia 90 homes.
La renda mediana per habitatge era de 71.711 $ i la renda mediana per família de 78.414 $. Els homes tenien una renda mediana de 56.563 $ mentre que les dones 36.458 $. La renda per capita de la població era de 32.865 $. Entorn del 0,5% de les famílies i el 0,8% de la població estaven per davall del llindar de pobresa.

## Poblacions més properes
El següent diagrama mostra les poblacions més properes.